# Cynoglossus marleyi
Cynoglossus marleyi är en fiskart som beskrevs av Regan 1921. Cynoglossus marleyi ingår i släktet Cynoglossus och familjen Cynoglossidae. Inga underarter finns listade i Catalogue of Life.